# EC Internacional
Esporte Clube Internacional – brazylijski klub piłkarski z siedzibą w mieście Santa Maria leżącym w stanie Rio Grande do Sul.

## Osiągnięcia
- Mistrz drugiej ligi stanu Rio Grande do Sul (Campeonato Gaúcho de Futebol Segunda Divisão) (2): 1968, 1991

## Historia
Internacional założony został 16 maja 1928 roku. W 1982 roku klub wziął udział w rozgrywkach I ligi brazylijskiej (Campeonato Brasileiro Série A), zajmując w końcowej klasyfikacji 21. miejsce. W 1998 piłkarz klubu Internacional Badico został królem strzelców I ligi stanu Rio Grande do Sul (Campeonato Gaúcho).